# アンドレ・フィリップス
アンドレ・フィリップス（André Lamar Phillips、1959年9月5日 - ）は、アメリカ合衆国の陸上競技選手。1980年代に400mHを中心に活躍した選手。1988年ソウルオリンピックの金メダリストである。ウィスコンシン州ミルウォーキー出身。

## 経歴
フィリップスは、1981年の全米大学選手権のチャンピオンで、1983年に西ドイツのケルンで行われた試合において、47秒78と、アメリカの選手としてはエドウィン・モーゼスに次いで2人目の47秒台ハードラーとなる。フィリップスは、同年ヘルシンキで行われた世界選手権にも出場したが49秒24で5位に終わっている。
1984年ロサンゼルスオリンピックには出場できなかったものの、翌年、オーストラリアのキャンベラで行われたワールドカップでは、モーゼスが出場しない中、48秒42で優勝を果たしている。また、同年には110mHでも13秒25のベスト記録を出している。
フィリップスは、1988年ソウルオリンピックの代表選考を勝ち上がる。ソウルでは、モーゼスに次いで2番目のタイム（48秒19）で準決勝を勝ち上がったが、唯一47秒台で準決勝を突破したモーゼスの3度目のオリンピック制覇が有力視されていた。しかし、決勝では、フィリップスが、世界歴代2位（当時）となる47秒19の好タイムでモーゼスを下し金メダルを獲得。フィリップスが、モーゼスを下した初めてのレースとなった。
フィリップスは、カリフォルニア大学ロサンゼルス校を卒業し、現在ではカリフォルニア州の高校で教師として活躍中である。

## 自己ベスト
- 110mH - 13秒25 (1985年7月28日)
- 400mH - 47秒19 (1988年9月25日)

## 主な実績
| 年   | 大会                   | 場所                       | 種目  | 結果 | 記録   |
| ---- | ---------------------- | -------------------------- | ----- | ---- | ------ |
| 1983 | 世界陸上競技選手権大会 | ヘルシンキ(フィンランド)   | 400mH | 5位  | 49秒24 |
| 1985 | IAAF陸上ワールドカップ | キャンベラ(オーストラリア) | 400mH | 1位  | 48秒42 |
| 1988 | オリンピック           | ソウル（韓国）             | 400mH | 1位  | 47秒19 |